# Макино-Айленд

Город Макино-Айленд в составе округа Макино штата Мичиган.

Макино-Айленд (англ. Mackinac Island /ˈmækɨnɔː/, в буквальном переводе — «остров Макино») — город в США. Входит в состав округа Макино штата Мичиган. Город Макино-Айленд расположен на одноимённом острове на озере Гурон.
Согласно переписи 2010 года, население города составляло всего 492 человека, но летом население значительно увеличивается за счёт туристов и сезонных рабочих.
С 1898 года в городе запрещён механический транспорт, поэтому наиболее распространенным средством передвижения являются велосипеды и лошади. Исключения составляют автомобили экстренной помощи, электрические инвалидные коляски для людей с ограниченными возможностями, снегоходы зимой и гольфмобили. В Макино расположен знаменитый «Гранд Отель», в котором в 1980 году снимали фильм «Где-то во времени».

## География
В 1818—1882 город был центром бывшего округа Мичилимакино, который позже был реорганизован в округ Макино с центром в Сент-Игнас. Город включает в себя остров Макино, незаселённый остров Раунд, находящийся в федеральной собственности, и часть Национального леса Гайавата. На территории города расположен парк штата «Остров Макино», который включает в себя 80 % острова Макино и управляется Комиссией парка штата «Остров Макино» (англ. Mackinac Island State Park Commission).
Согласно Бюро переписи населения США, город имеет общую площадь 14,5 км², из которых 11,3 км² — суша и 3,2 км² (21,86 %) — вода. 82 % суши на острове находится в собственности штата Мичиган и управляется Комиссией парка штата «Остров Макино» (MISPC), так что сам город имеет прямую юрисдикцию в отношении лишь 18 % территории острова.

## Демография
По данным переписи населения 2000 года в Макино-Айленде проживало 523 человека, 143 семьи. Средняя плотность населения составляла около 46,2 человек на один квадратный километр. Расовый состав Макино-Айленда по данным переписи распределился следующим образом: 75,72 % белых, 18,36 % — коренных американцев, 5,35 % — представителей смешанных рас, 0,38 % — азиатов, 0,19 % — других народностей. Испаноговорящие составили 0,57 % от всех жителей города.
Из 252 семей в 23,4 % — воспитывали детей в возрасте до 18 лет, 44,4 % представляли собой совместно проживающие супружеские пары, в 9,5 % семей женщины проживали без мужей, 42,9 % не имели семей. 36,1 % от общего числа семей на момент переписи жили самостоятельно, при этом 9,5 % составили одинокие пожилые люди в возрасте 65 лет и старше. Средний размер домашнего хозяйства составил 2,08 человек, а средний размер семьи — 2,69 человек.
Население города по возрастному диапазону по данным переписи 2000 года распределилось следующим образом: 18,0 % — жители младше 18 лет, 6,5 % — между 18 и 24 годами, 34,4 % — от 25 до 44 лет, 28,9 % — от 45 до 64 лет и 12,2 % — в возрасте 65 лет и старше. Средний возраст жителей составил 41 год. На каждые 100 женщин в Макино-Айленд приходилось 109,2 мужчин, при этом на каждые сто женщин 18 лет и старше приходилось 106,3 мужчин также старше 18 лет.
Средний доход на одно домашнее хозяйство в городе составил 36 964 долларов США, а средний доход на одну семью — 50 536 долларов. При этом мужчины имели средний доход в 39 219 долларов США в год против 25 313 долларов среднегодового дохода у женщин. Доход на душу населения в городе составил 27 965 доллара в год. 1,4 % от всего числа семей в городе и 3,5 % от всей численности населения находилось на момент переписи населения за чертой бедности, при этом 5,1 % из них были моложе 18 лет и 0,0 % — в возрасте 65 лет и старше.

## Фотогалерея

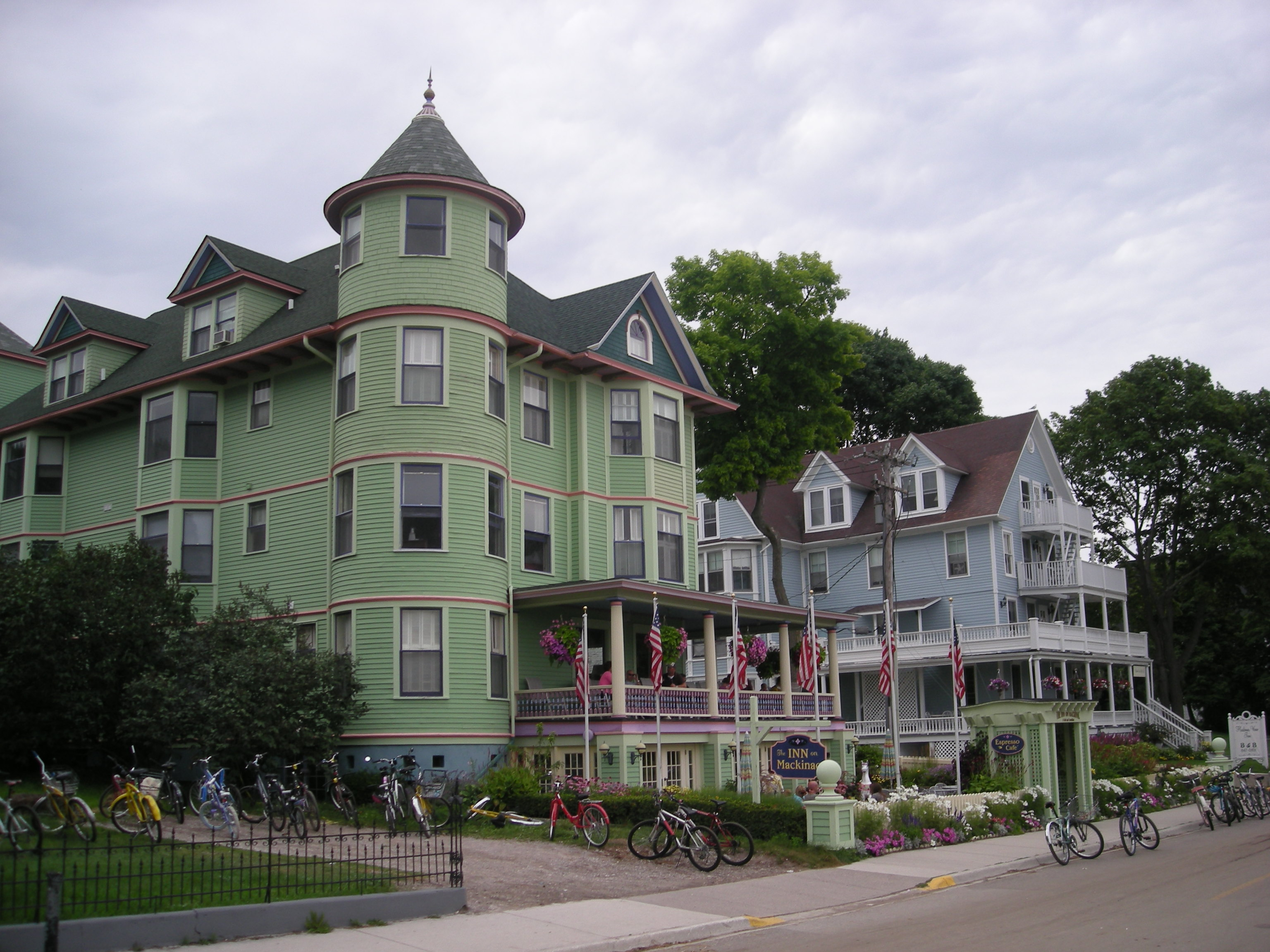
Отель
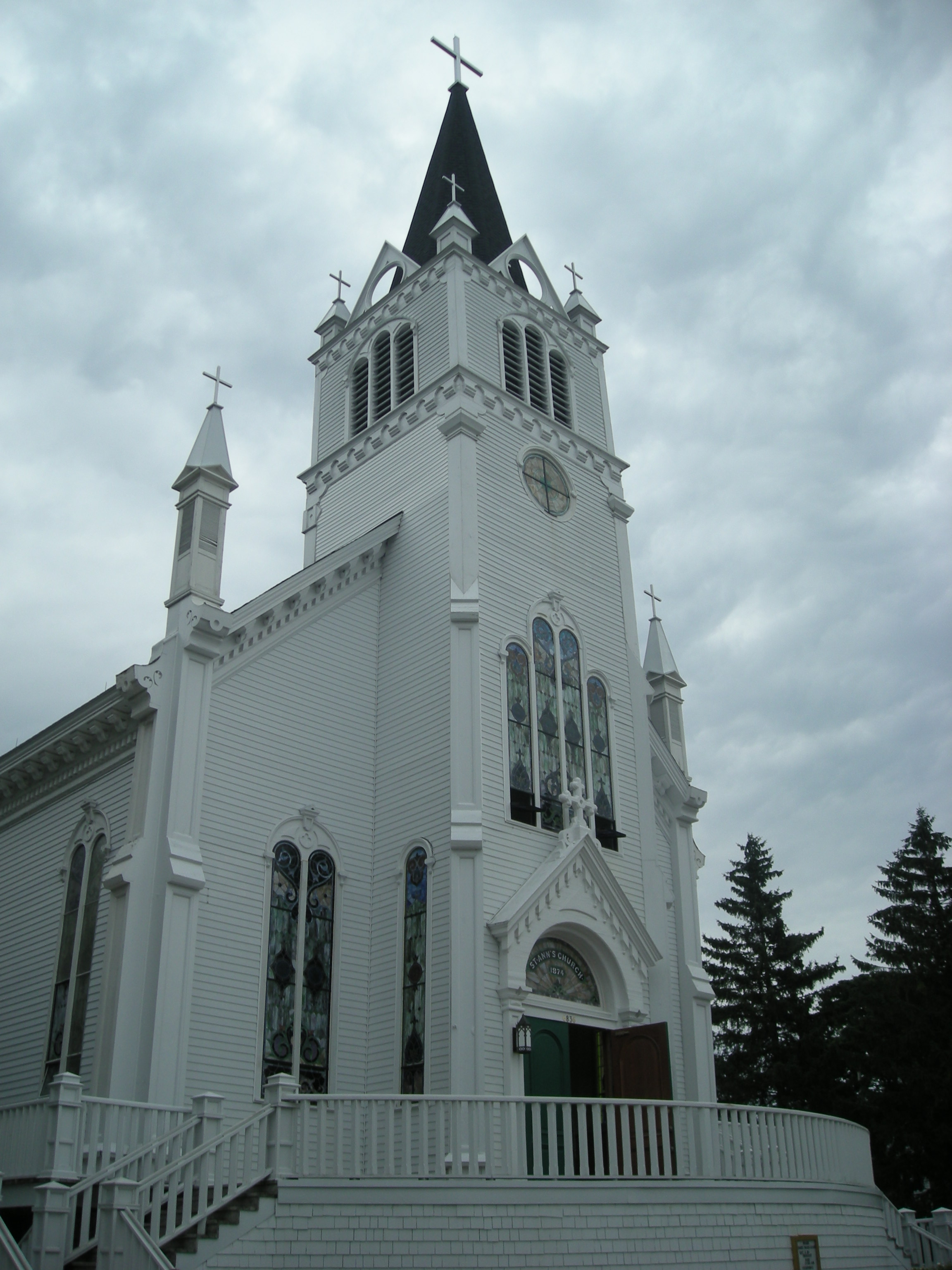
Церковь Св. Анны
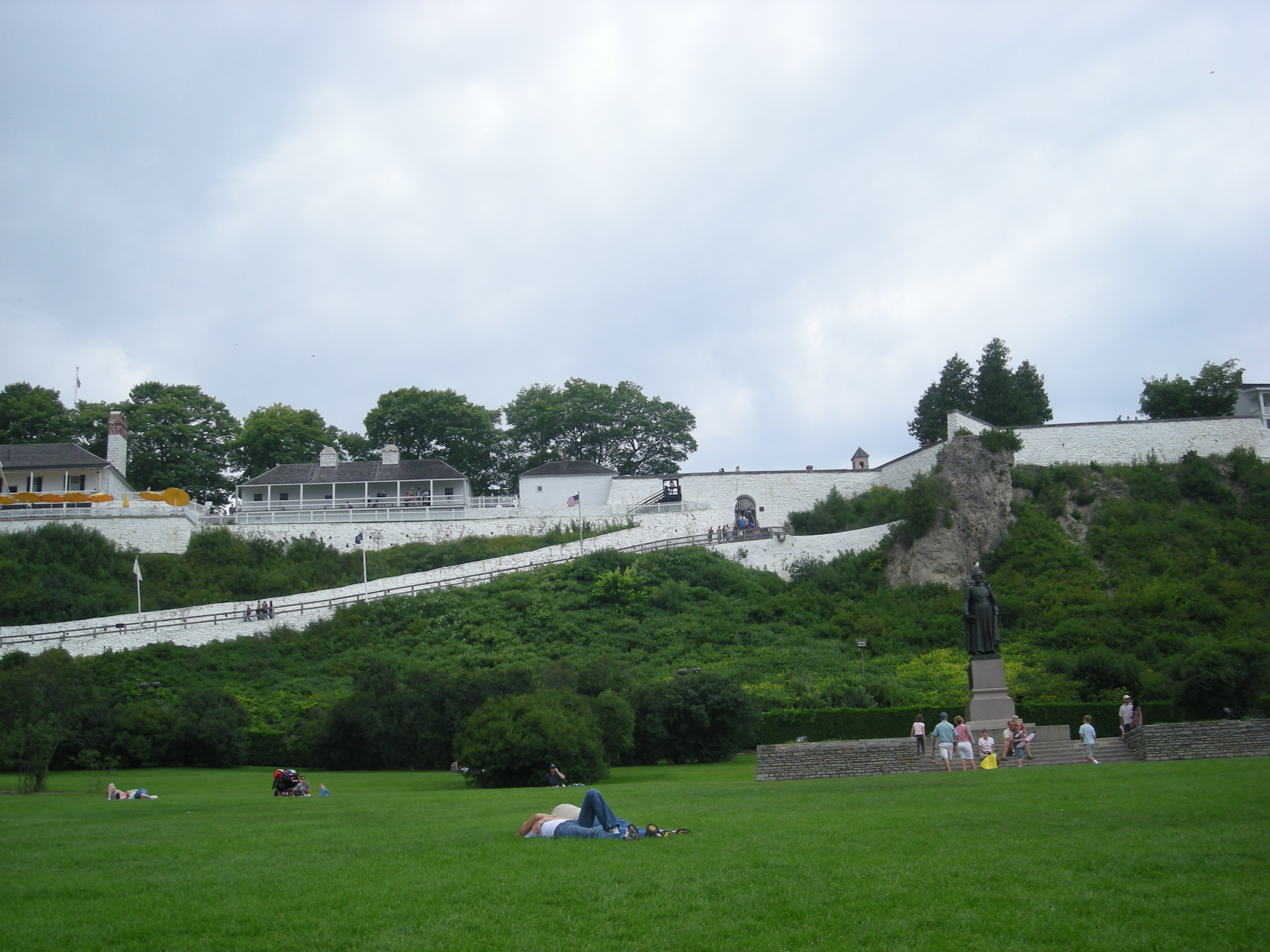
Форт Макино